# Zaitzevia thermae
Zaitzevia thermae  (лат.) — вид полуводных жуков рода Zaitzevia из семейства речники (Elmidae). 
Термофильный вид, способны обитать в необычно тёплой воде — до 29 градусов Цельсия. Имаго длиной около 2 мм и личинки обнаружены в термальных источниках в штате Монтана, США (Gallatin County, Bozeman). Питаются придонными водорослями в проточной воде. Род назван в честь российского энтомолога Филиппа Адамовича Зайцева.